# 기아 비스토
기아 비스토(Kia Visto)는 기아자동차에서 반조립했던 경차였다.

## 1세대(MXL)

### 비스토(1999년4월~2004년2월)

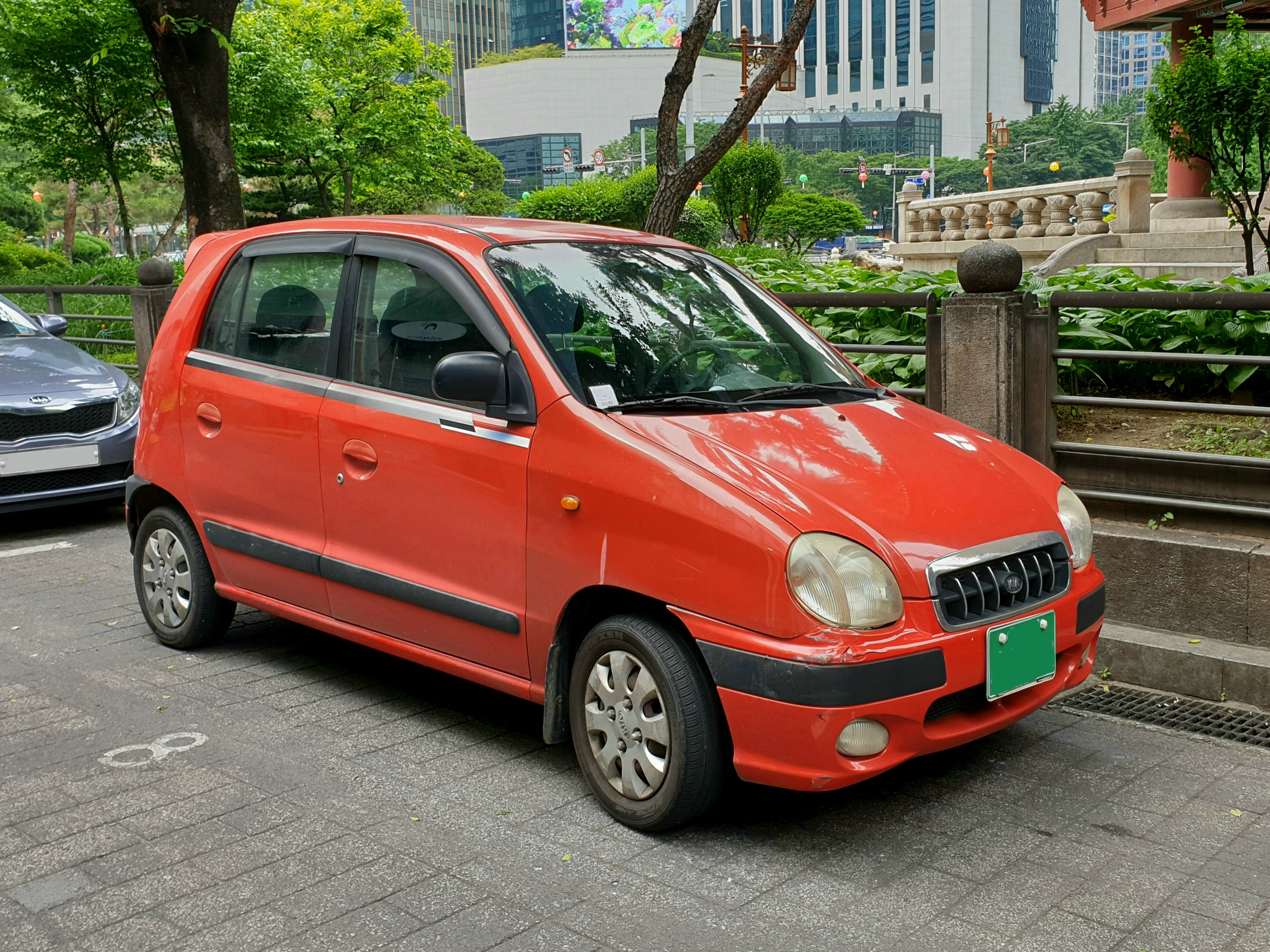
기아 비스토 정측면

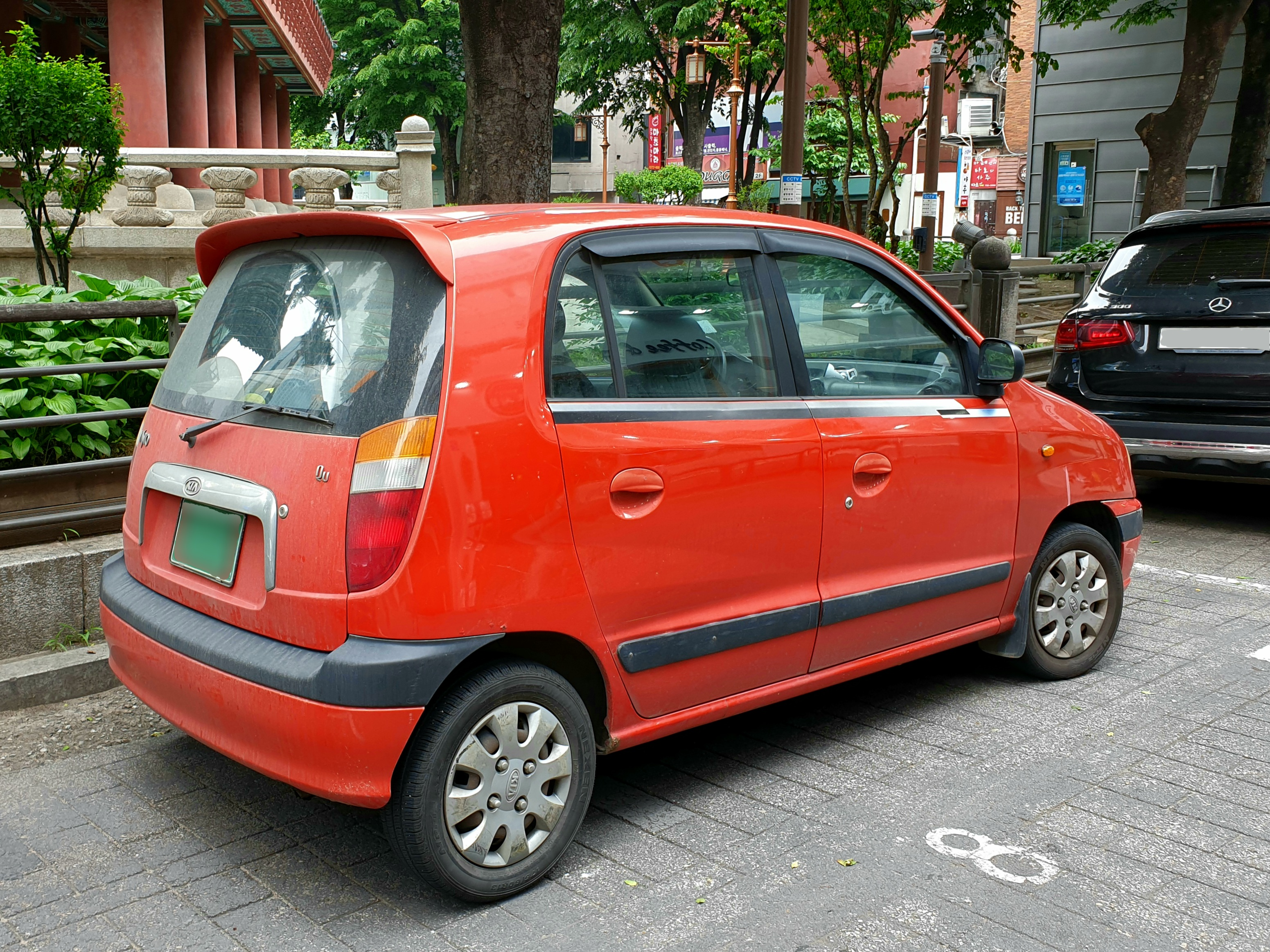
기아 비스토 후측면

본래는 아토스의 형제차이자, 아토스의 인도 현지생산 모델인 상트로였다. 아토스의 프로젝트명인 MX에서 파생했다는 뜻으로 MXL이라는 프로젝트명이 붙었다. 현대자동차가 기아자동차를 인수한 후, 상트로를 대한민국 시장에 내놓기 위해 기아자동차 브랜드로 배지 엔지니어링하여 1999년 4월 15일에 출시했다. 원래는 아토스의 페이스리프트 차종으로 출시하려고 하였으나, 기아자동차를 인수한 현대자동차가 기아자동차의 차종을 다양화하기 위해 비스토라는 새로운 차명을 붙이고 기아자동차 브랜드로 런칭했다. 해외에서는 현대 아토스 프라임으로 판매되었다. 기존의 아토스보다 높이가 낮아 안정된 느낌이어서 아토스보다 많은 판매량을 기록하였고, 아토스보다 평가도 좋았다.
자동변속기는 아이신의 3단을 이용해 오다가, 부분변경 때 자트코의 4단(JF405E)으로 교체했다. 마이너 체인지 때 아토스와 함께 적용된 자트코의 4단 자동변속기는 후속으로 나온 1세대 모닝 초기형 및 1차 페이스리프트 모델까지 적용됐다. 하지만 자트코의 4단 자동변속기는 지정된 자동변속기 오일 규격(JWS3314)을 많이 가렸던 데다가 발열 문제가 지적되어 평가가 좋지 못해, 1세대 모닝의 2차 페이스리프트 때 현대트랜시스에서 경차용 4단 자동변속기로 새로 개발한 4F12 유닛으로 전면 교체됐다.
2000년 12월 10일에는 후드에 에어 인테이크 홀을 장착하고 성능을 높인 70마력 입실론 가솔린 터보 엔진이 선보였으나, 연료소모율이 높아 인기를 얻지 못했다.
아토스보다 좋은 평가를 받았지만 마티즈에 비해 판매가 부진해서 대한민국에서는 2003년 12월에 생산이 중단되고, 약 2~3달 간 재고를 소진시킨 후 단종됐다. 비스토와 아토스가 단종된 후 현대자동차그룹은 대한민국 내수 경차 시장을 기아자동차에 맡겼으며, 현대자동차는 2021년 9월 29일에 캐스퍼가 출시될 때까지 한동안 외국 시장에만 경차를 내놓고 있었다.
2004년 2월에 비스토의 후속으로 출시된 모닝은 배기량과 차체 크기가 당시의 경차 기준을 초과함에 따라 2007년 12월까지 소형차로 분류되었으며, 2008년부터 경차로 편입되어 기아자동차의 경차 계보를 다시 잇게 되었다.
- 전장(mm) : 3,495
- 전폭(mm) : 1,495
- 전고(mm) : 1,580
- 축거(mm) : 2,380
- 윤거(전, mm) : 1,315
- 윤거(후, mm) : 1,300
- 승차정원 : 2명(밴)/5명
- 변속기 : 수동 5단/반자동 5단/아이신 자동 3단/자트코 자동 4단
- 구동형식 : 전륜구동

| 구분               | 0.8ℓ MPI                       | 0.8ℓ TCI                       | 0.8ℓ LPG                       |
| ------------------ | ------------------------------ | ------------------------------ | ------------------------------ |
| 엔진 형식          | G4HA                           | G4HA-TC                        | L4HA                           |
| 연료               | 가솔린                         | 가솔린                         | LPG                            |
| 배기량(cc)         | 798                            | 798                            | 798                            |
| 최고출력(ps/rpm)   | 54/6,000                       | 70/6,000                       | 48/6,000                       |
| 최대토크(kg*m/rpm) | 7.4/4,000                      | 10.5/4,000                     | 6.6/4,000                      |
| 연비(km/l)         | 21.5(수동, 반자동)/ 17.8(자동) | 20.8(수동, 반자동)/ 18.1(자동) | 16.7(수동, 반자동)/ 13.4(자동) |

## 같이 보기
- 현대 아토스